# سمندرخان
میر سمندرخان بلوچ یکی از  خانهای  دولت شاهی  کلات بود که امروزه مربوط   بلوچستان پاکستان می باشد. او در سال  ۱۶۹۷ میلادی در این پست منسوب شد و تا سال ۱۷۱۴ میلادی در این پست باقی ماند.